# Секретаріат ЦК КПУ
Секретаріат Центрального комітету Комуністичної партії України — керівний партійний орган КПУ в роки радянської влади, що обирався на Пленумі ЦК і організовував роботу КПУ в період між пленумами.

## Перші секретарі ЦК КПУ
- Пятаков Георгій (Юрій) Леонідович, секретар ЦК КП(б)У — липень–вересень 1918 р.
- Гопнер Серафима Іллівна, секретар ЦК КП(б)У — вересень–жовтень 1918 р.
- Квірінг Еммануїл Йонович, секретар ЦК КП(б)У — жовтень 1918 — березень 1919 р.
- Пятаков Георгій (Юрій) Леонідович, секретар ЦК КП(б)У — березень–травень 1919 р.
- Косіор Станіслав Вікентійович, секретар ЦК КП(б)У, голова Зафронтбюро — травень 1919 — грудень 1919 р.
- Рафаїл, в.о. секретаря ЦК КП(б)У, січень–березень 1920 р.
- Безчетвертний Микола Ілліч, секретар ЦК КП(б)У, 23–25 березня 1920 р.
- Косіор Станіслав Вікентійович, секретар ЦК КП(б)У, березень–листопад 1920 р.
- Молотов (Скрябін) Вячеслав Михайлович, перший секретар ЦК КП(б)У — листопад 1920 — березень 1921 р.
- Кон Фелікс Якович, відповідальний секретар ЦК КП(б)У — березень–грудень 1921 р.
- Мануїльський Дмитро Захарович, перший секретар ЦК КП(б)У — грудень 1921 — квітень 1923 р.
- Квірінг Еммануїл Йонович, перший секретар ЦК КП(б)У — квітень 1923 — березень 1925 р.; генеральний секретар ЦК КП(б)У — березень —квітень 1925 р.
- Каганович Лазар Мойсейович, генеральний секретар ЦК КЦ(б)У — квітень 1925 — липень 1928 р.
- Косіор Станіслав Вікентійович, генеральний секретар ЦК КП(б)У — липень 1928 — січень 1934 р.; перший секретар ЦК КП(б)У — січень 1934 —січень 1938 р.
- Хрущов Микита Сергійович, виконувач обов'язків першого секретаря ЦК КП(б)У — січень — червень 1938 р.; перший секретар ЦК КП(б)У — червень 1938 — березень 1947 р.
- Каганович Лазар Мойсейович, перший секретар ЦК КП(б)У — березень — грудень 1947 р.
- Хрущов Микита Сергійович, перший секретар ЦК КП(б)У — грудень 1947 — грудень 1949 р.
- Мельников Леонід Георгійович, перший секретар ЦК КП(б)У — грудень 1949 — жовтень 1952 р.; перший секретар ЦК Компартії України — жовтень 1952 — червень 1953 р.
- Кириченко Олексій Іларіонович, перший секретар ЦК Компартії України — червень 1953 — грудень 1957 р.
- Підгорний Микола Вікторович, перший секретар ЦК Компартії України — грудень 1957 — липень 1963 р.
- Шелест Петро Юхимович, перший секретар ЦК Компартії України — липень 1963 — травень 1972 р.
- Щербицький Володимир Васильович, перший секретар ЦК Компартії України — травень 1972 — вересень 1989 р.
- Івашко Володимир Антонович, перший секретар ЦК Компартії України — вересень 1989 — червень 1990 р.
- Гуренко Станіслав Іванович, перший секретар ЦК Компартії України — червень 1990 — вересень 1991 р.

## Другі секретарі ЦК КПУ
- Лебідь Дмитро Захарович листопад 1920 — травень 1924 р.
- Медведєв Олексій Васильович травень 1924 — січень 1925 р.
- Клименко Іван Євдокимович січень 1925 — жовтень 1927 р.
- Медведєв Олексій Васильович жовтень 1927 — листопад 1929 р.
- Картвелішвілі Лаврентій Йосипович листопад 1929 — грудень 1930 р.
- Строганов Василь Андрійович грудень 1930 — жовтень 1932 р.
- Хатаєвич Мендель Маркович жовтень 1932 — січень 1933 р.
- Постишев Павло Петрович січень 1933 — березень 1937 р.
- Хатаєвич Мендель Маркович березень-серпень 1937 р.
- Кудрявцев Сергій Олександрович вересень 1937 — січень 1938 р.
- Бурмистенко Михайло Олексійович січень 1938 — вересень 1941 р.
- Коротченко Дем'ян Сергійович липень 1946 — березень 1947 р.; секретар із промисловості — березень-грудень 1947
- Мельников Леонід Георгійович грудень 1947 — грудень 1949 р.
- Кириченко Олексій Іларіонович грудень 1949 — червень 1953 р.
- Підгорний Микола Вікторович серпень 1953 — грудень 1957 р.
- Найдек Леонтій Іванович грудень 1957 — лютий 1960 р.
- Казанець Іван Павлович лютий 1960 — липень 1963 р.
- Соболь Микола Олександрович липень 1963 — березень 1966 р.
- Ляшко Олександр Павлович березень 1966 — червень 1969 р.
- Лутак Іван Кіндратович червень 1969 — січень 1976 р.
- Соколов Іван Захарович лютий 1976 — жовтень 1982 р.
- Титаренко Олексій Антонович жовтень 1982 — грудень 1988 р.
- Івашко Володимир Антонович грудень 1988 — вересень 1989 р.
- Гуренко Станіслав Іванович жовтень 1989 — червень 1990 р.
- Кравчук Леонід Макарович червень-вересень 1990 р.
- Харченко Григорій Петрович вересень 1990 — серпень 1991 р.

## Секретарі ЦК КПУ
- Косіор Станіслав Вікентійович грудень 1921 — жовтень 1922 р.
- Дробніс Яків Наумович жовтень 1922 — квітень 1923 р.
- Владимирський Михайло Федорович травень 1924 — грудень 1925 р.
- Шумський Олександр Якович травень 1924 — грудень 1925 р.
- Холявський Борис Матвійович травень 1924 — квітень 1925 р.
- Корнюшин Федір Данилович квітень 1925 — листопад 1926 р.
- Затонський Володимир Петрович грудень 1925 — березень 1927 р.
- Кіркіж Купріян Осипович грудень 1925 — листопад 1926 р.
- Постишев Павло Петрович листопад 1926 — липень 1930 р.
- Любченко Панас Петрович листопад 1927 — червень 1934 р.
- Строганов Василь Андрійович липень-грудень 1930 р.
- Терехов Роман Якович липень 1930 — січень 1933 р.
- Чернявський Володимир Ілліч листопад 1930 — листопад 1931 р., секретар з транспорту — листопад 1931 — січень 1932 р.
- Алексєєв Микита Олексійович секретар з постачання —  листопад 1931 — січень 1932 р.
- Зайцев Федір Іванович секретар з транспорту — січень 1932 — червень 1933 р.
- Голод Наум Павлович секретар з постачання —  липень 1932 — червень 1933 р.
- Акулов Іван Олексійович секретар по Донбасу — жовтень 1932 — листопад 1933 р.
- Хатаєвич Мендель Маркович січень 1933 — березень 1937 р.
- Попов Микола Миколайович лютий 1933 — липень 1937 р.
- Коротченко Дем'ян Сергійович 3-й секретар — липень 1939 — липень 1946 р.
- Співак Мойсей Семенович секретар із кадрів — травень 1940 — січень 1944 р.
- Лисенко Йосип Григорович секретар із пропаганди — травень 1940 — вересень 1941 р.
- Стоянцев Олексій Андрійович секретар із авіаційної промисловості — травень 1941 — серпень 1943 р.
- Захаров Петро Іванович секретар із будівництва і будівельних матеріалів — травень 1941 — серпень 1943 р.
- Мацуй Петро Панасович секретар із електростанцій і електропромисловості — травень 1941 — серпень 1943 р.
- Вівдиченко Іван Іванович секретар із машинобудування — травень 1941 — серпень 1943 р.
- Горобець Іван Григорович секретар із металургійної промисловості — травень 1941 — серпень 1943 р.
- Кириченко Олексій Іларіонович секретар із промисловості — травень 1941 — серпень 1943 р.; секретар із кадрів — січень 1944 — липень 1945 р.
- Ніколаєнко Олександр С. секретар із транспорту — травень 1941 — серпень 1943 р.
- Литвин Костянтин Захарович секретар із пропаганди — жовтень 1944 — липень 1946 р., 3-й секретар — липень 1946 — січень 1949 р.; січень 1949 — квітень 1950 р.
- Єпішев Олексій Олексійович секретар із кадрів — липень 1946 — січень 1949 р.
- Назаренко Іван Дмитрович секретар із пропаганди — липень 1946 — травень 1948 р.
- Патолічев Микола Семенович секретар із сільського господарства і заготівель — березень-липень 1947 р.
- Мельников Леонід Георгійович липень-грудень 1947 р.
- Назаренко Іван Дмитрович січень 1949 — червень 1956 р.
- Сердюк Зиновій Тимофійович січень 1949 — травень 1952 р.
- Гришко Григорій Єлисейович березень 1951 — вересень 1952 р.
- Бубновський Микита Дмитрович травень-вересень 1952 р.
- Бубновський Микита Дмитрович березень 1954 — березень 1963 р.
- Іващенко Ольга Іллівна травень 1954 — січень 1965 р.
- Червоненко Степан Васильович червень 1956 — жовтень 1959 р.
- Щербицький Володимир Васильович грудень 1957 — травень 1961 р.
- Скаба Андрій Данилович жовтень 1959 — березень 1968 р.
- Гайовий Антон Іванович травень 1961 — липень 1962 р.
- Шелест Петро Юхимович серпень 1962 — липень 1963 р.
- Грушецький Іван Самійлович грудень 1962 — березень 1966 р.
- Комяхов Василь Григорович грудень 1962 — жовтень 1966 р.
- Ляшко Олександр Павлович липень 1963 — березень 1966 р.
- Дрозденко Василь Іванович березень 1966 — березень 1971 р.
- Титаренко Олексій Антонович березень 1966 — жовтень 1982 р.
- Лутак Іван Кіндратович січень 1967 — червень 1969 р.
- Овчаренко Федір Данилович березень 1968 — жовтень 1972 р.
- Борисенко Микола Михайлович квітень 1970 — травень 1980 р.
- Погребняк Яків Петрович березень 1971 — березень 1987 р.
- Маланчук Валентин Юхимович жовтень 1972 — квітень 1979 р.
- Капто Олександр Семенович квітень 1979 — лютий 1986 р.
- Мозговий Іван Олексійович травень 1980 — вересень 1988 р.
- Качура Борис Васильович жовтень 1982 — червень 1990 р.
- Крючков Василь Дмитрович вересень 1984 — грудень 1988 р.
- Івашко Володимир Антонович лютий 1986 — квітень 1987 р.
- Гуренко Станіслав Іванович березень 1987 — жовтень 1989 р.
- Єльченко Юрій Никифорович квітень 1987 — червень 1990 р.
- Грінцов Іван Григорович жовтень 1988 — серпень 1991 р.
- Кравчук Леонід Макарович жовтень 1989 — червень 1990 р.
- Острожинський Валентин Євгенович червень 1990 — серпень 1991 р.
- Савченко Анатолій Петрович червень 1990 — серпень 1991 р.
- Лісовенко Василь Трохимович квітень-серпень 1991 р.

## Кандидати в члени Секретаріату ЦК КП(б)У
- Доненко Микола Юхимович 9 квітня 1929 — 21 листопада 1929 р.
- Пілацька Ольга Володимирівна 9 квітня 1929 — 5 червня 1930 р.
- Хвиля Андрій Ананійович 9 квітня 1929 — 5 червня 1930 р.
- Чернявський Володимир Ілліч 21 листопада 1929 — 5 червня 1930 р.

## Заступники секретаря ЦК КП(б)У
- Вівдиченко Іван Іванович із машинобудівної промисловості — серпень 1943 — березень 1944
- Захаров Петро Іванович із будівництва і будівельних матеріалів — серпень 1943 — липень 1944
- Мацуй Петро Панасович із електростанцій і електропромисловості — серпень 1943 (затверджений в травні 1945)— листопад 1946
- Горобець Іван Григорович із металургійної промисловості — жовтень 1943 — липень 1944
- Шевченко Іван Іванович в.о. із чорної металургії — 1944—1945
- Чумаченко Гаврило Олексійович із транспорту — квітень 1944 — червень 1948
- Стоянцев Олексій Андрійович із машинобудівної промисловості — серпень 1944 — грудень 1945
- Данченко Семен Михайлович із промисловості — жовтень 1944 — жовтень 1947
- Лебедь Іван Іванович із будівництва і будівельних матеріалах — березень 1945 — листопад 1948
- Стоянцев Олексій Андрійович із західних областей — грудень 1945 — серпень 1947
- Гонта Тимофій Тимофійович із нафтової промисловості — затв. квітень 1946 — листопад 1948
- Павлов Іван Зосимович із машинобудівної промисловості — затв. серпень 1946 — жовтень 1947
- Савченко Олександр Іларіонович із торгівлі і громадського харчування — затв. листопад 1946 — листопад 1948
- Рудаков Олександр Петрович із вугільної промисловості — затв. грудень 1946 — листопад 1948
- Сердюков Микола Павлович із електростанцій і електропромисловості — затв. квітень 1947 — листопад 1948
- Щолоков Микола Онисимович із промисловості — затв. жовтень 1947 — листопад 1948